# Bryndzové halušky

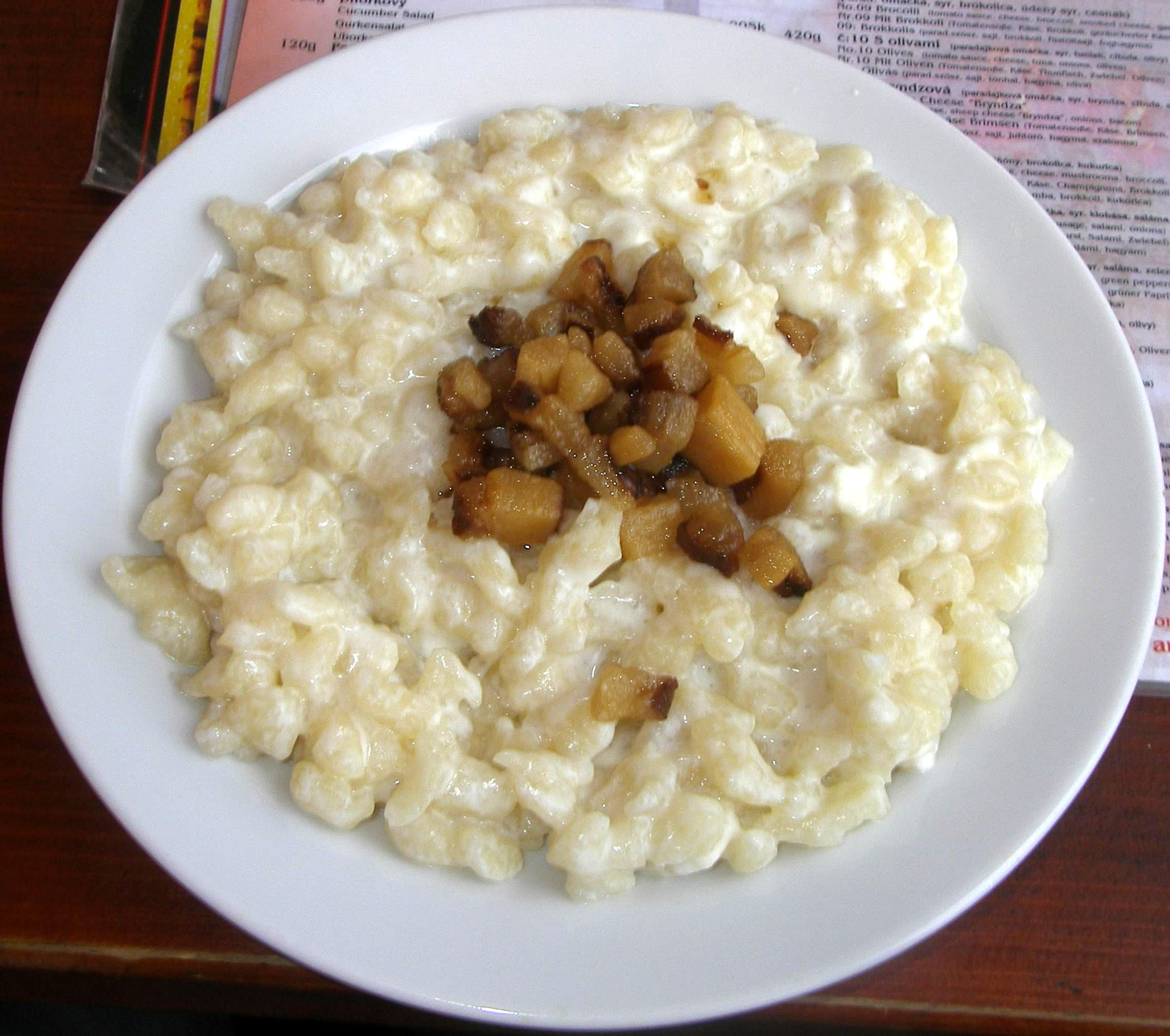
Bryndzové halušky

Bryndzové halušky is het nationale gerecht van Slowakije. De basisingrediënten zijn halušky (brokjes aardappeldeeg) en bryndza (een op feta lijkende schapenkaas). Het geheel wordt meestal bestrooid met stukjes gebakken spek.
De aardappels worden zeer fijn geraspt en samen met bloem, zout en eventueel ei tot deeg verwerkt. Het deeg wordt hierna door een grove zeef geduwd om de typische vorm te verkrijgen. Een meer traditionele manier is het eenvoudig snijden van het deeg in kleine stukjes met behulp van een mes. Deze halušky worden dan gekookt. De bryndza wordt fijn geprakt en gesmolten in een paar lepels van het kookwater en over de halušky geschept.